# ロバート・ロンゴ
ロバート・ロンゴ（Robert Longo、1953年1月7日 - ）はアメリカ合衆国のニューペインティングアーティスト、映画監督である。ニューヨーク州ニューヨーク市ブルックリン出身。

## 略歴
1976年、バッファローのホールウォールズで初の個展を開く。1979年、ヨーロッパ各地でパフォーマンスを行う。1986年、東京のスパイラルホールで「ロンゴ・イン・トーキョー」を開催した。1995年には「JM」で異分野である映画監督に初挑戦した。

## 監督作品
- JM（1995年）